# Seznam památných stromů v okrese Opava
Toto je seznam památných stromů v okrese Opava, v němž jsou uvedeny památné stromy na území okresu Opava.
| Název                                 | Obrázek | Umístění                                              | Druh                    | Obvod [v cm] | Kód wikidata     | Galerie                                                                     | Poznámka |
| ------------------------------------- | ------- | ----------------------------------------------------- | ----------------------- | ------------ | ---------------- | --------------------------------------------------------------------------- | --- |
| Dominikův dub                         |         | Bohuslavice u Hlučína 49°56′29″ s. š., 18°7′55″ v. d. | dub letní               | 428          | 104970 Q26789579 |                                                                             | V zastavěné části obce v zahradě u rodinného domu čp. 112 |
| Struhalův dub                         |         | Bohuslavice u Hlučína 49°57′14″ s. š., 18°7′28″ v. d. | dub letní               | 660          | 105790 Q20901877 |                                                                             | Jihovýchodní okraj lesa Cikánský důl u staré kupecké cesty |
| Jasan ztepilý                         |         | Branka u Opavy 49°52′49″ s. š., 17°52′50″ v. d.       | jasan ztepilý           | 280          | 105774 Q26790357 |                                                                             | V chatové kolonii |
| Lípa u kostela                        |         | Březová u Vítkova 49°47′35″ s. š., 17°51′56″ v. d.    | lípa velkolistá         | 480          | 100205 Q26783998 |                                                                             | U kostela ve středu obce |
| U dubu                                |         | Březová u Vítkova 49°47′37″ s. š., 17°51′25″ v. d.    | dub letní               | 330          | 100204 Q26783995 |                                                                             | U polní cesty Březová-Větřkovice, západně od obce Březová |
| Dub letní v Deštné                    |         | Deštné 49°53′31″ s. š., 17°42′18″ v. d.               | dub letní               | 477          | 100213 Q26784014 |                                                                             | u potoka pod Kamennou horou |
| Třešeň ptáčnice                       |         | Deštné 49°53′12″ s. š., 17°41′48″ v. d.               | třešeň ptačí            | 158          | 100198 Q26783982 |                                                                             | V lesním porostu 260 E 4, od železniční stanice Mladecko cestou k lesu k jihozápadu, asi 1600 m                                                                |
| Lípa velkolistá u Sýkorů              |         | Dobroslavice 49°52′51″ s. š., 18°8′32″ v. d.          | lípa velkolistá         | 575          | 100197 Q26783979 |                                                                             | V zahradě u domu čp. 6 ve Slezské ulici |
| Guntramovická lípa †                  |         | Guntramovice                                          | lípa velkolistá         | 320          | 100211           |                                                                             | V centru obce u silnice ke kostelu |
| Guntramovický dub 1                   |         | Guntramovice 49°48′14″ s. š., 17°34′13″ v. d.         | dub letní               | 580          | 100212 Q26784011 |                                                                             | U polní cesty směrem na Vinohrady, 500 m severně od obce |
| Guntramovický dub 2                   |         | Guntramovice 49°48′11″ s. š., 17°34′13″ v. d.         | dub letní               | 535          | 100207 Q26784004 |                                                                             | U polní cesty vlevo směrem na Vinohrady, asi 500 m severně od obce                                                                                             |
| Markétčina lípa                       |         | Guntramovice 49°47′53″ s. š., 17°34′33″ v. d.         | lípa velkolistá         | 415          | 105366 Q26789815 |                                                                             | U úvozové cesty ve svahu v blízkosti domu č. 16, chaty a hospodářské budovy                                                                                    |
| Zlatá lípa                            |         | Guntramovice 49°46′37″ s. š., 17°31′51″ v. d.         | lípa srdčitá            | 357          | 100194 Q10861005 |                                                                             | Na rozhraní okresů Opava, Olomouc a Bruntál, nedaleko sopky a meteorologické stanice na Červeném vrchu; pověst o zakopaném zlatém pokladu a generálu Laudonovi |
| Dub u zdravotního střediska †         |         | Hať                                                   | dub letní               | 333          | 104393           |                                                                             | U zdravotního střediska v obci |
| Hluchníkův dub †                      |         | Hať                                                   | dub letní               | 324          | 104392           |                                                                             | V obci u čp. 8 |
| Buk lesní v parčíku u polikliniky     |         | Hlučín 49°53′56″ s. š., 18°11′6″ v. d.                | buk lesní               | 300          | 100199 Q26783983 | Kategorie „Buk lesní v parčíku u polikliniky (Hlučín)“ na Wikimedia Commons | V centru města v parčíku u červené budovy polikliniky, ul. ČSA                                                                                                 |
| Buk u městského parku                 |         | Hlučín 49°53′39″ s. š., 18°11′1″ v. d.                | buk lesní červenolistý  | 385          | 100193 Q26783974 | Kategorie „Buk u městského parku (Hlučín)“ na Wikimedia Commons             | V zahradě Charity, u městského parku, na ul. Promenádní |
| Javor u Domu dětí a mládeže v Hlučíně |         | Hlučín 49°53′45″ s. š., 18°11′8″ v. d.                | javor mléč              | 330          | 100188 Q26783959 | Kategorie „Javor u Domu dětí a mládeže v Hlučíně“ na Wikimedia Commons      | V zahradě u Domu dětí a mládeže v Hlučíně |
| Lípa u Krömerova mlýna                |         | Hlučín 49°52′41″ s. š., 18°11′46″ v. d.               | lípa malolistá          | 670          | 100189 Q26783961 |                                                                             | U bývalého mlýna na Jasénkách |
| Lípa v Chabičově                      |         | Chabičov ve Slezsku 49°53′36″ s. š., 18°6′16″ v. d.   | lípa malolistá          | 408          | 100202 Q26783992 |                                                                             | jižně od kravína u chaty č. 2 |
| Lípa v Jakubčovicích                  |         | Jakubčovice 49°51′13″ s. š., 17°55′0″ v. d.           | lípa malolistá          | 430          | 100206 Q26784001 |                                                                             | u silnice Hradec-Jakubčovice, u hřbitova |
| Kajlovecká lípa †                     |         | Kajlovec                                              | lípa malolistá          | 430          | 100203           |                                                                             | na travnatém pásu mezi rybníkem a silnicí Opava-Kajlovec |
| Lípa u fary                           |         | Kravaře ve Slezsku 49°55′56″ s. š., 18°0′17″ v. d.    | lípa malolistá          | 300          | 100191 Q26783967 |                                                                             | V rohu farní zahrady pod kostelem |
| Janova lípa                           |         | Ludgeřovice 49°53′17″ s. š., 18°14′55″ v. d.          | lípa malolistá          | 380          | 100190 Q26783963 |                                                                             | V obci, Slepá ulice ve svahu v zahradě u rodinného domu čp. 1250                                                                                               |
| Tilia cordata †                       |         | Melč                                                  | lípa malolistá          | 510          | 104391           |                                                                             | V zastavěné části obce u kamenné zdi zámeckého parku |
| Dub u Nových Těchanovic               |         | Nové Těchanovice 49°47′39″ s. š., 17°43′12″ v. d.     | dub letní               | 532          | 100192 Q26783970 |                                                                             | Na okraji lesa po pravé straně silnice směrem Čermná-Nové Těchanovice                                                                                          |
| Metasekvoje v Oldřišově               |         | Oldřišov 49°59′28″ s. š., 17°57′21″ v. d.             | metasekvoje tisovcovitá | 0            | 105551 Q26790127 | Kategorie „Metasekvoje v Oldřišově“ na Wikimedia Commons                    | V obci u čp. 175 |
| Platan javorolistý                    |         | Opava-Město 49°56′14″ s. š., 17°54′33″ v. d.          | platan javorolistý      | 634          | 106156 Q73591022 |                                                                             | V blízkosti vstupu do Slezského zemského muzea. Stáří cca 110 let.                                                                                             |
| Tis červený                           |         | Opava-Město 49°56′10″ s. š., 17°54′6″ v. d.           | tis červený             | 143          | 106160 Q73593987 |                                                                             | Sady svobody Opava - proti Obecnímu domu OKO. |
| Tis červený                           |         | Opava-Město 49°56′14″ s. š., 17°53′58″ v. d.          | tis červený             | 157          | 106159 Q73593986 |                                                                             | před Střední zdravotnickou školou Opava ve Dvořákových sadech                                                                                                  |
| Tis červený                           |         | Opava-Město 49°56′15″ s. š., 17°53′57″ v. d.          | tis červený             | 109          | 106158 Q73593982 |                                                                             | ve Dvořákových sadech před ZŠ Dvořákovy sady 4 |
| Dub červený                           |         | Opava-Předměstí 49°55′46″ s. š., 17°52′51″ v. d.      | dub červený             | 376          | 105550 Q26790126 |                                                                             | V ulici Englišova na školní zahradě |
| Jasan v Opavě                         |         | Opava-Předměstí 49°56′48″ s. š., 17°53′40″ v. d.      | jasan ztepilý           | 413          | 100200 Q26783987 |                                                                             | V zahradě u domu čp. 11, ul. Mostní |
| Tis červený                           |         | Opava-Předměstí 49°56′7″ s. š., 17°54′22″ v. d.       | tis červený             | 132          | 106157 Q73593981 |                                                                             | U Městské knihovny Petra Bezruče, u boční fasády ul. Jánská |
| Tis červený                           |         | Opava-Předměstí 49°56′7″ s. š., 17°54′22″ v. d.       | tis červený             | 119          | 106161 Q73593990 |                                                                             | U Městské knihovny Petra Bezruče, u boční fasády ul. Jánská |
| Dub letní u Pusté Polomi              |         | Pustá Polom 49°52′43″ s. š., 17°59′49″ v. d.          | dub letní               | 528          | 100214 Q20860384 |                                                                             | Na křižovatce lesních cest, na kmeni obrázek |
| Alej dubů v Raduni                    |         | Raduň 49°53′17″ s. š., 17°56′20″ v. d.                | dub letní (6)           | 0            | 100215 Q26790870 |                                                                             | v centru obce u ZŠ; při revizi 2009 zjištěno, že 2 stromy padly a zrušeny zatím nebyly                                                                         |
| Břízy tmavé u Raduňských rybníků      |         | Raduň 49°53′58″ s. š., 17°56′14″ v. d.                | bříza tmavá (21)        | 0            | 100195 Q26779721 |                                                                             | Severně od obce na lokalitě Raduňské rybníky v listnatém porostu s převahou břízy bělokoré; 10 bříz zaniklých, při revizi 2009–2010 nenalezeny                 |
| Dub letní †                           |         | Raduň                                                 | dub letní               | 490          | 106178           |                                                                             | V zámeckém parku u rybníka Kameník. |
| Dub v Raduni                          |         | Raduň 49°54′11″ s. š., 17°56′13″ v. d.                | dub letní               | 623          | 100216 Q26784017 |                                                                             | Souřadnice: 49°54´11,0˝ 17°56´13,0˝ na pravém břehu potoka Raduňka u Raduňských rybníků                                                                        |
| Taxodium u hájenky                    |         | Šilheřovice 49°55′41″ s. š., 18°16′34″ v. d.          | tisovec dvouřadý        | 270          | 100187 Q26783955 |                                                                             | u hájenky v Šilheřovicích |
| Dub za skalkou                        |         | Štáblovice 49°52′47″ s. š., 17°48′35″ v. d.           | dub letní               | 483          | 100201 Q26783990 |                                                                             | západně od zámeckého parku u místní vodoteče |
| Štáblovická lípa †                    |         | Štáblovice                                            | lípa malolistá          | 370          | 104394           |                                                                             | U silnice |
| Holasovická lípa †                    |         | Štemplovec 49°58′26″ s. š., 17°47′16″ v. d.           | lípa malolistá          | 440          | 100210           |                                                                             | u silnice Opava-Bruntál u odbočky na Štemplovec u božích muk                                                                                                   |
| Lípa ve Velké Polomi                  |         | Velká Polom 49°51′51″ s. š., 18°5′38″ v. d.           | lípa velkolistá         | 567          | 100209 Q20901806 |                                                                             | U kostela na hřbitově |
| Jilm drsný †                          |         | Vítkov                                                | jilm horský             | 0            | 105164           |                                                                             | V areálu nemocnice |
| Lípa ve Vítkově                       |         | Vítkov 49°46′31″ s. š., 17°45′15″ v. d.               | lípa velkolistá         | 730          | 100208 Q26784006 |                                                                             | V parku na ul. Husova, u domu čp. 455 |
| Vítkovská lípa                        |         | Vítkov 49°46′41″ s. š., 17°45′18″ v. d.               | lípa velkolistá         | 544          | 100196 Q26783975 |                                                                             | V areálu Stolařství v Dělnické ulici v centru Vítkova |
| Dub v lese Sedliska                   |         | Závada u Hlučína 49°57′44″ s. š., 18°9′50″ v. d.      | dub letní               | 466          | 105547 Q26790123 |                                                                             | Jihozápadní okraj lesa, hraniční strom |